# Matilda Lăcătușu
Matilda Lăcătușu (n. 15 octombrie 1925, comuna Bumbești-Pițic, județul Gorj) este un entomolog român care a studiat braconidele și afidiidele din România.

## Studii
A absolvit în 1948 Facultatea de Științe Naturale, Universitatea București.  
A devenit Doctor în biologie în 1963.

## Activitatea didactică
A fost conferențiar universitar la Facultatea de Biologie, Universitatea București, disciplina de Entomologie, în prezent pensionară. 

## Activitatea științifică
A studiat:
- morfologia, sistematică, biologia, zoogeografia braconidelor și afidiidele utile în combaterea biologică a dăunătorilor
- structura faunei dăunătoare și utile din culturi agricole și păduri
- relații biotice din colonii de afide
- influența insecticidelor asupra faunei din culturi.

## Lucrări publicate
- Combaterea biologică a dăunătorilor. Edit. științifică București, 1975 (în colab. cu N. Iacob, C. Beratlief, I. Ceianu, Gh. Mihalache).
- Entomologia. Editura didactică și pedagogică, 1971, în colaborare cu M. A. Ionescu, membru corespondent al Academiei RSR.
- Entomologie aplicată. Centrul de multiplicare al Universității București, 1972, în colaborare cu Gh. Boguleanu.
- Biologia dăunătorilor animali. Editura didactică și pedagogică, 1980 București, în colaborare cu C. Pisică.
- Îndrumător de lucrări practice. Centrul de multiplicare al Universității București 1974, în colaborare cu Constanța Tudor și Irina Teodorescu.
- Lucrare de doctorat "Studiul braconidelor" din RPR (sistematic, biologic, zoogeografic) București, 1963.
- Fascicula 11 din volumul IX a colecției "Fauna României":  Hymenoptera, Braconidae: Partea generală și subfamiliile Cardiochilinae, Microgasterinae, Acaeliinae și Miracinae (în colaborare cu Constantin Filipescu.)